# Pseudopentameris caespitosa
Pseudopentameris caespitosa là một loài thực vật có hoa trong họ Hòa thảo. Loài này được N.P.Barker miêu tả khoa học đầu tiên năm 1995.